# 治曆
治曆（1065年9月4日~1069年5月6日）是日本的年號之一。使用這個年號的天皇是後冷泉天皇與後三条天皇。

## 改元
- 康平八年八月二日（1065年9月4日） 改元治曆。
- 治曆五年四月十三日（1069年5月6日） 改元延久。

## 出處
《尚書正義》

## 紀年、西曆、干支對照表
| 治曆 | 元年   | 二年   | 三年   | 四年   | 五年   |
| 公元 | 1065年 | 1066年 | 1067年 | 1068年 | 1069年 |
| 干支 | 乙巳   | 丙午   | 丁未   | 戊申   | 己酉   |